# Pycnoderes quadrimaculatus
Pycnoderes quadrimaculatus är en insektsart som beskrevs av Guérin-Méneville 1857. Pycnoderes quadrimaculatus ingår i släktet Pycnoderes och familjen ängsskinnbaggar. Inga underarter finns listade i Catalogue of Life.